# Смирнова, Ксения Артемьевна
Ксения Артемьевна Смирнова — доярка свиноводческого совхоза «Пискаревка» Министерства мясной и молочной промышлености СССР (Всеволожский район), Герой Социалистического Труда.

## Биография
Родилась в 1911 году в Смоленской области. День и месяц рождения неизвестны.
С 1934 года начала свою трудовую деятельность в совхозе № 7, города Ленинград.
С 1941 года работала дояркой в совхозе «Пискарёвка». Продолжала свою трудовую деятельность четверть века, в том числе и в годы блокады Ленинграда.
В 1948 году получила от 8 коров по 5813 килограммов молока.
Артемьева работала в совхозе до 1962 года.

## Награды
Указом Президиума Верховного Совета СССР за получение высокой продуктивности животноводства Смирновой Ксении Артемьевне было присвоено звание Героя Социалистического труда.
- Орден Ленина(12.09.1949)
- Медаль «Серп и Молот»